# Eersel
Eersel ( udtale ?; Brabantsk: Irsel) er en kommune og en by i den sydlige provins Noord-Brabant i Nederlandene.

## Kernerne
Eersel, Duizel, Knegsel, Steensel, Vessem og Wintelre.

## Galleri
- Eersel Kommune (i 1866).
- Det tidligere Vessem, Wintelre en Knegsel kommune (i 1867).
- Det tidligere Duizel en Steensel Kommune (i 1869).